# Lastaurina travassosi
Lastaurina travassosi là một loài ruồi trong họ Asilidae. Lastaurina travassosi được Carrera miêu tả năm 1949. Loài này phân bố ở vùng Tân nhiệt đới.